# Contrat première embauche

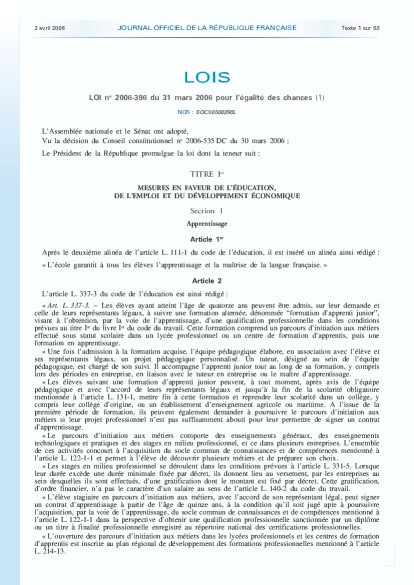
A primeira página da lei

Contrat première embauche (CPE; Contrato do primeiro emprego) é um projeto de contrato de trabalho destinado aos jovens franceses, em que seria permitido o licenciamento automático, ou seja, a dispensa automática, sem justificativa. O contrato teria validade de 2 anos e era destinado aos jovens com menos de 26 anos, parcela da população em que os índices de desemprego são mais altos.
O projeto de lei que instituíria o contrato foi apresentado pelo primeiro-ministro francês Dominique de Villepin, e provocou uma grande crise social e institucional na França. Estudantes universitários, secundaristas e sindicatos profissionais foram às ruas para mostrar o seu descontentamento com o novo contrato, provocando o bloqueio de diversas universidades pelo período de dois meses.
O Presidente Jacques Chirac declarou que a lei seria inscrita nos estatutos, mas que não seria aplicada. O artigo 8.º da Lei da Igualdade de Oportunidades de 31 de Março de 2006, que institui a CPE, foi revogado por uma lei de 21 de Abril de 2006 sobre o acesso dos jovens à vida profissional nas empresas. O restante da Lei de Igualdade de Oportunidades, cujas disposições também foram contestadas pelos protestos dos estudantes, foi mantido.